# Bredmossen (naturreservat, Munkedals kommun)
För andra betydelser, se Bredmossen.

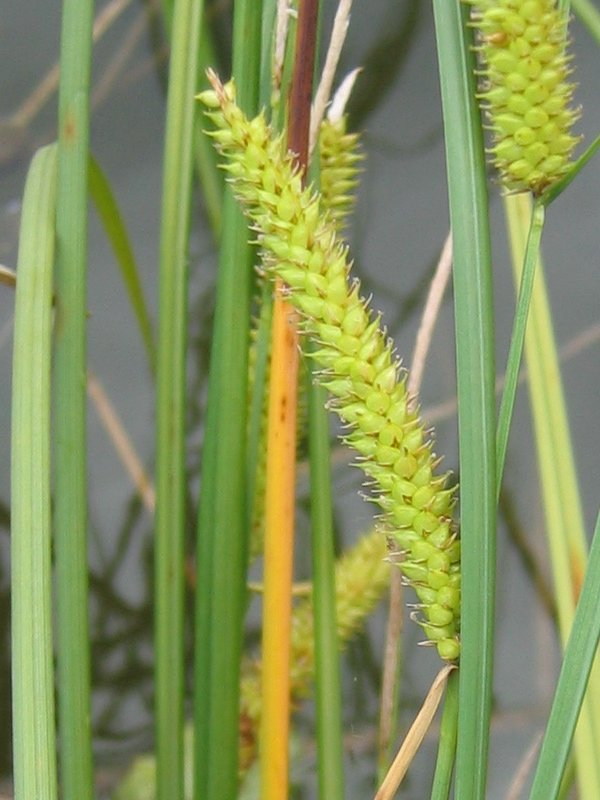
Flaskstarr

Bredmossen är ett naturreservat i Foss socken i Munkedals kommun i Västra Götalands län. Reservatet går även under namnet Bredmossen Kynnefjäll.
Området är skyddat som naturreservat sedan 1970 och är 155 hektar stort. Det är beläget nordost om Hällevadsholm och består av ett stort myrkomplex. 
Området ligger på Kynnefjälls sydspets och är Bohusläns största myrkomplex. Den består av en översilningsmyr som sluttar mot norr. Där finns kärrdråg, tuvor och höljor. Runtom mossen finns den typiska laggen. Där växer olika vitmossarter och bl.a. myrsälting, tuvsäv, flaskstarr, trådstarr och myrlilja. Inom området förekommer fåglar som ljungpipare, orre, ängspiplärka och ormvråk.
Området ingår i EU:s ekologiska nätverk av skyddade områden, Natura 2000 och förvaltas av Västkuststiftelsen.